# Nicotiana alata

Nicotiana alata sau Regina nopții este o plantă erbacee perenă din familia Solanaceae, originară din America de Sud (sudul Braziliei, nordul Argentinei, Paraguay, Uruguay și în Iran). Aceasta este cultivată pe scară largă ca o plantă ornamentală. Grădinarii o denumesc, de asemenea, tutun de ornament cu confuzie la un alt tutun ornamental '
Sinonime: Nicotiana affinis Hort. de exemplu, Moore 1881 Nicotiana persica Lindl. 1833.

## Descriere
Regina nopții este o plantă erbacee 70-140 cm. Ea are fire de păr lipicioase numite tricomi glandulari. 
Frunzele au 10-25 cm lungime, sunt oval și eliptice. 
Inflorescența poartă flori albe (tip sălbatic). Corola este fointr-un tub lung, 50-100 mm, terminat cu 5 lobi, acoperit cu peri glandulari pe spate. Acesta este unul dintre cele mai parfumate tutunuri. Acesta emite mirosuri bogat terpenoide sau izoprenoide (sabinene, beta-myrcene, limonen, trans-beta-ocimene) și benzenoide (metil benzoat, salicilat de metil). Înflorește la sfârșitul verii. 
Fructul este o capsula care conține numeroase semințe mici.

## Utilizare
Planta este cultivată în Iran pentru a oferi tutun de fumat într-o narghilea. Frunzele sale uscate nu sunt tăiate ca la țigările de tutun, sunt pur și simplu sfărâmate în mână.
Regina nopții este larg răspândită ca plantă ornamentală în regiunile temperate. Deși este o plantă perenă, de obicei este cultivată anual din cauza robusteții scăzute. Îngheață sub -5 °C. Îi place să fie plasată în plin soare și are nevoie de udare regulată.
Se înmulțește prin semințe. Semințele germinează în 10 până la 20 zile la 20°C.
Există în numeroase soiuri.  In afara soiului sălbatic alb, există soiuri roșii, roz sau galben verzui.
Întreaga plantă conține nicotină, care este folosit ca insecticid.

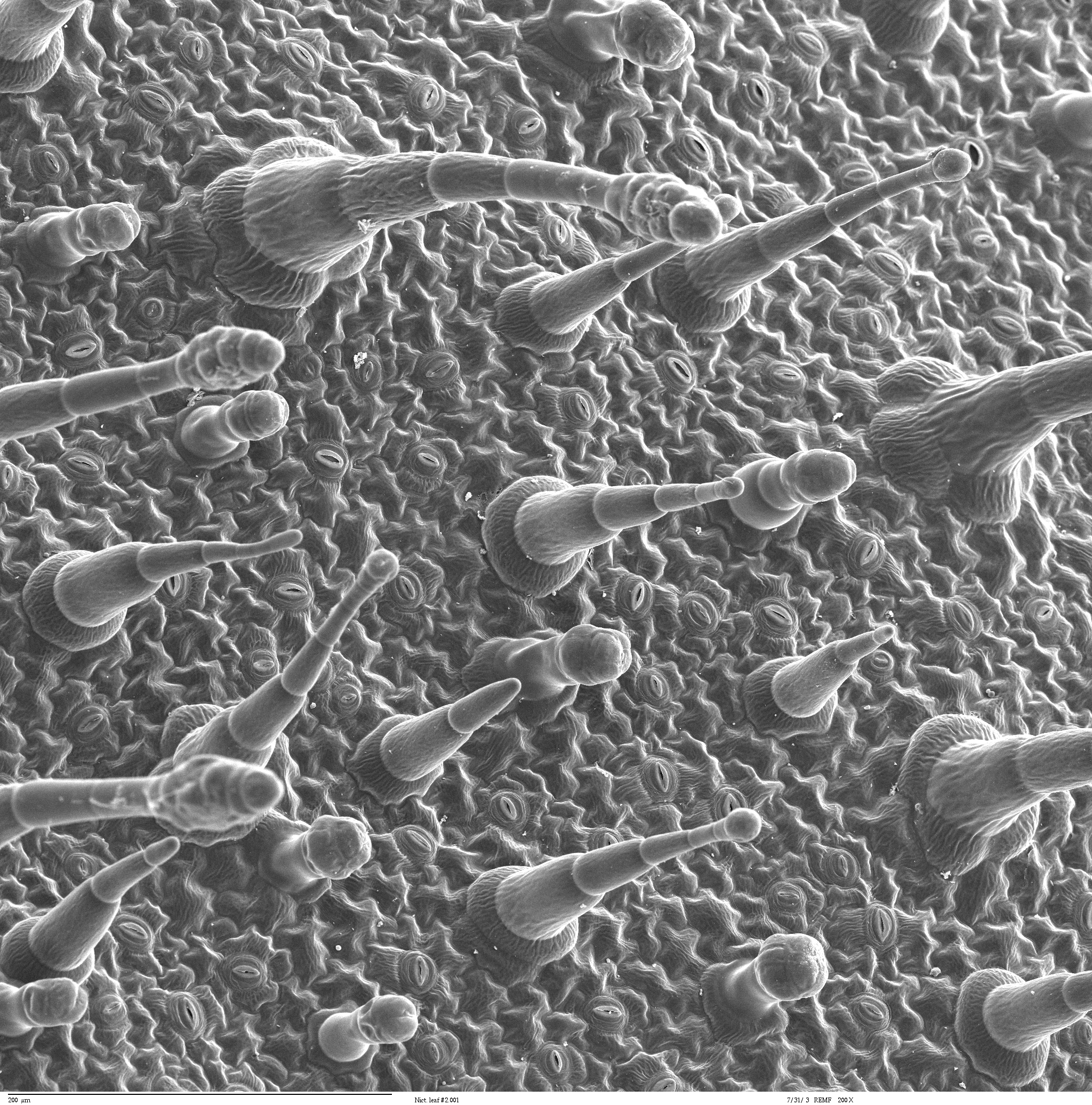
Tricomi de Nicotiana alata
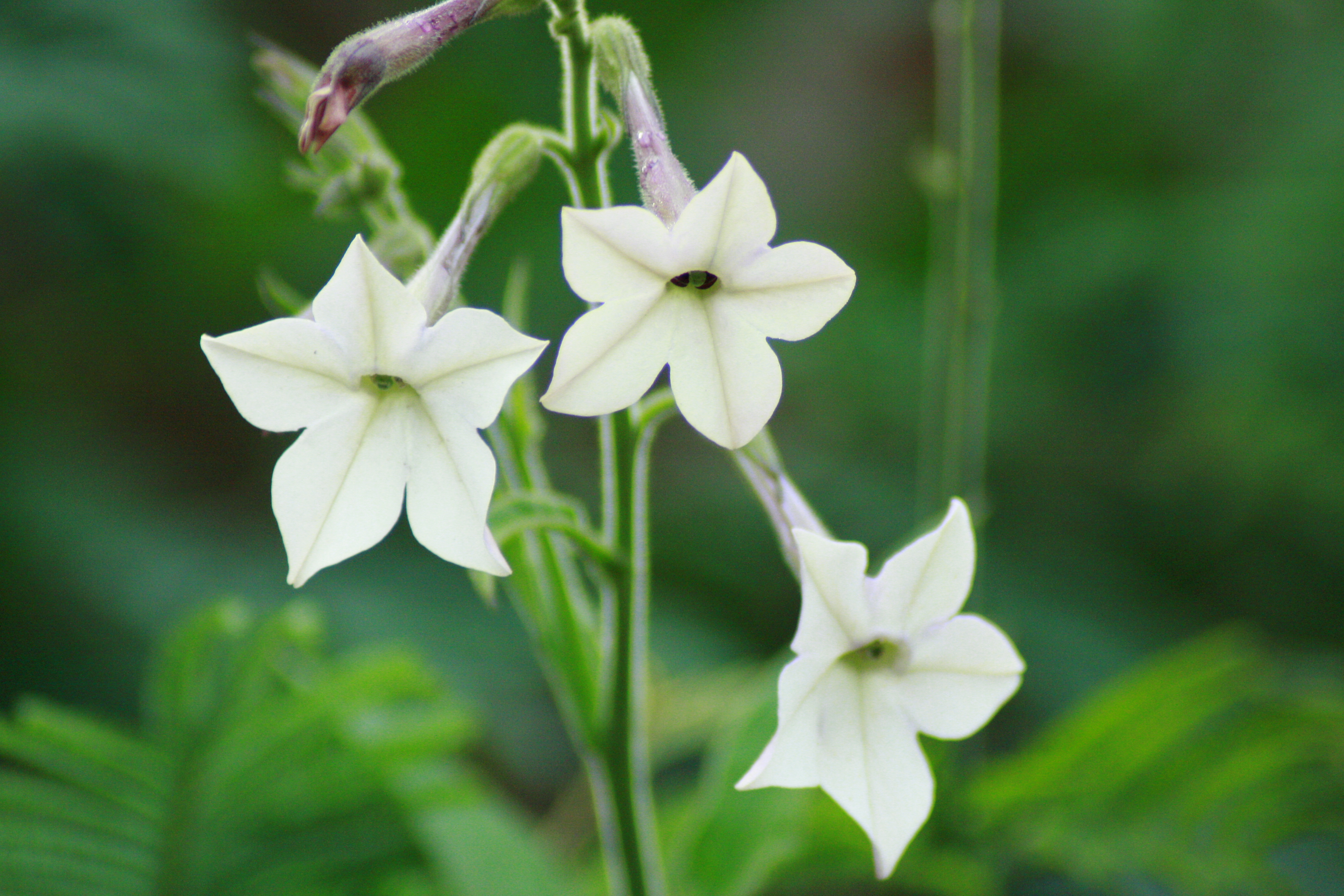
Florile au un parfum suav.
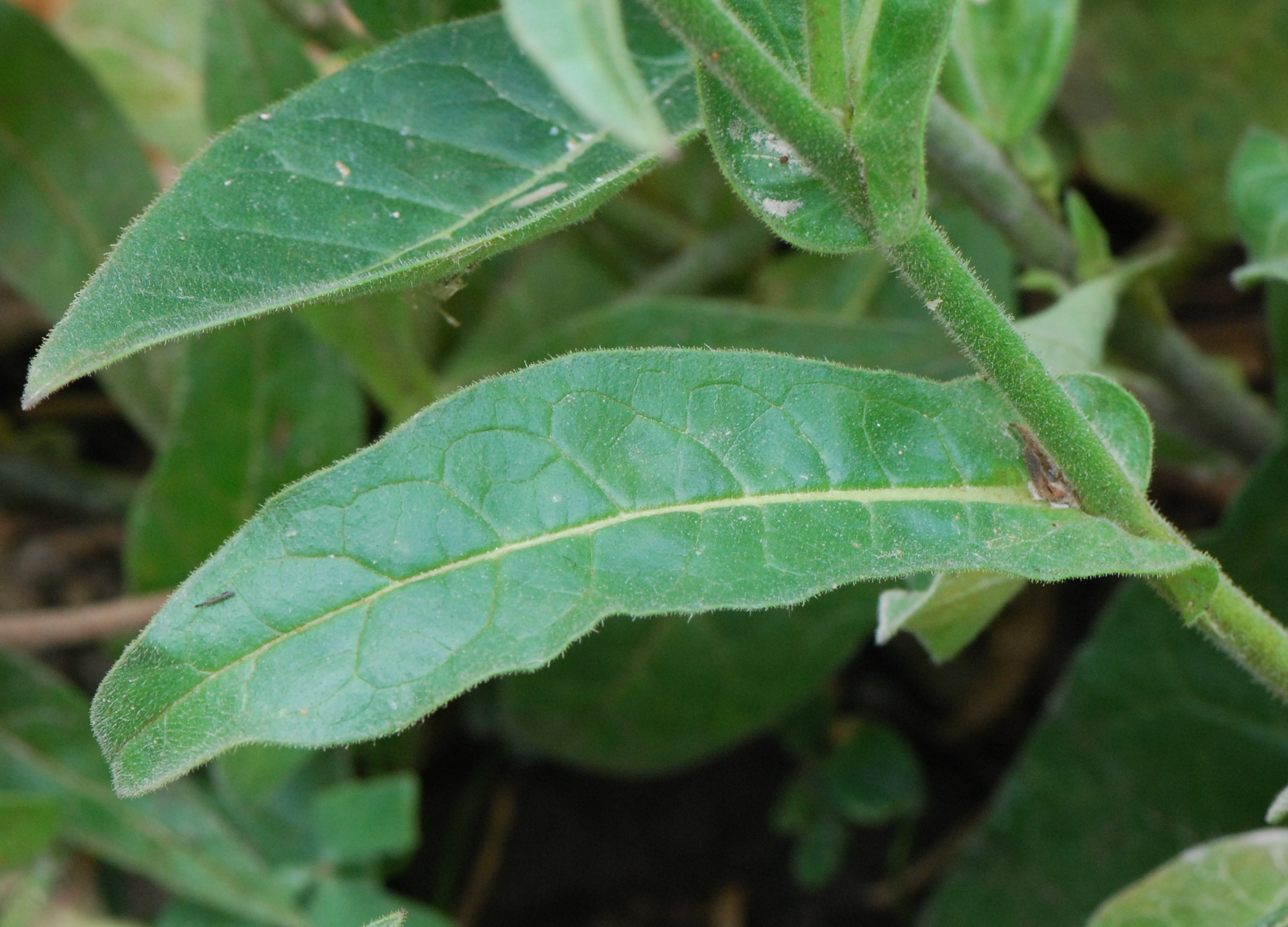
Frunze.